# Armoiries du Panama
Le blason du Panama actuel fut créé en 1941. La partie supérieure est divisée en deux parties : la partie gauche, sur un champ d'argent, montre un sabre et un fusil symbolisant l'aptitude de la nation à se défendre ; dans la partie droite, de gueules, on peut voir une pelle et une binette, symboles du travail. La partie centrale, montre un isthme avec ses deux mers et ses deux ciels, la lune s'élevant sur les reflets nocturnes et le soleil se cache derrière une montagne, indiquant les 18 heures, heure de la séparation d'avec la Colombie. La partie inférieure se divise également en deux parties : à gauche, sur un champ d'azur, on peut voir une corne d'abondance, symbole de richesse ; et à droite sur un champ d'argent, une roue ailée, symbole de progrès. Le blason est surmonté par un aigle (harpie féroce), symbole de souveraineté, sa tête tournée vers la gauche, portant dans son bec une ceinture d'argent avec la devise nationale « PRO MUNDI BENEFICIO ». Au-dessus de l'aigle on peut voir un arc formé par dix étoiles représentant les dix provinces de la république. De chaque côté du blason il y a des pavillons nationaux. Le blason repose sur un champ sinople, symbole de la végétation.